# Molophilus heroni
Molophilus heroni är en tvåvingeart som beskrevs av Alexander 1929. Molophilus heroni ingår i släktet Molophilus och familjen småharkrankar. Inga underarter finns listade i Catalogue of Life.